# Stor-Elvdal
Stor-Elvdal is een gemeente in de Noorse provincie Innlandet. De gemeente telde 2530 inwoners in januari 2017. Het gemeentebestuur zetelt in het dorp Koppang.

## Ligging
Stor-Elvdal is een van de gemeenten van het district Østerdalen. De gemeente ligt in het noordwesten van Hedmark en grenst in het noorden aan de gemeenten Folldal en Alvdal, in het oosten aan Rendalen in het zuiden aan Åmot en Ringsaker, terwijl de gemeente in het westen grens aan de gemeenten Øyer, Ringebu en Sør-Fron, alle drie in Oppland. De Glomma stroomt van noord naar zuid door de gemeente. 

## Vervoer

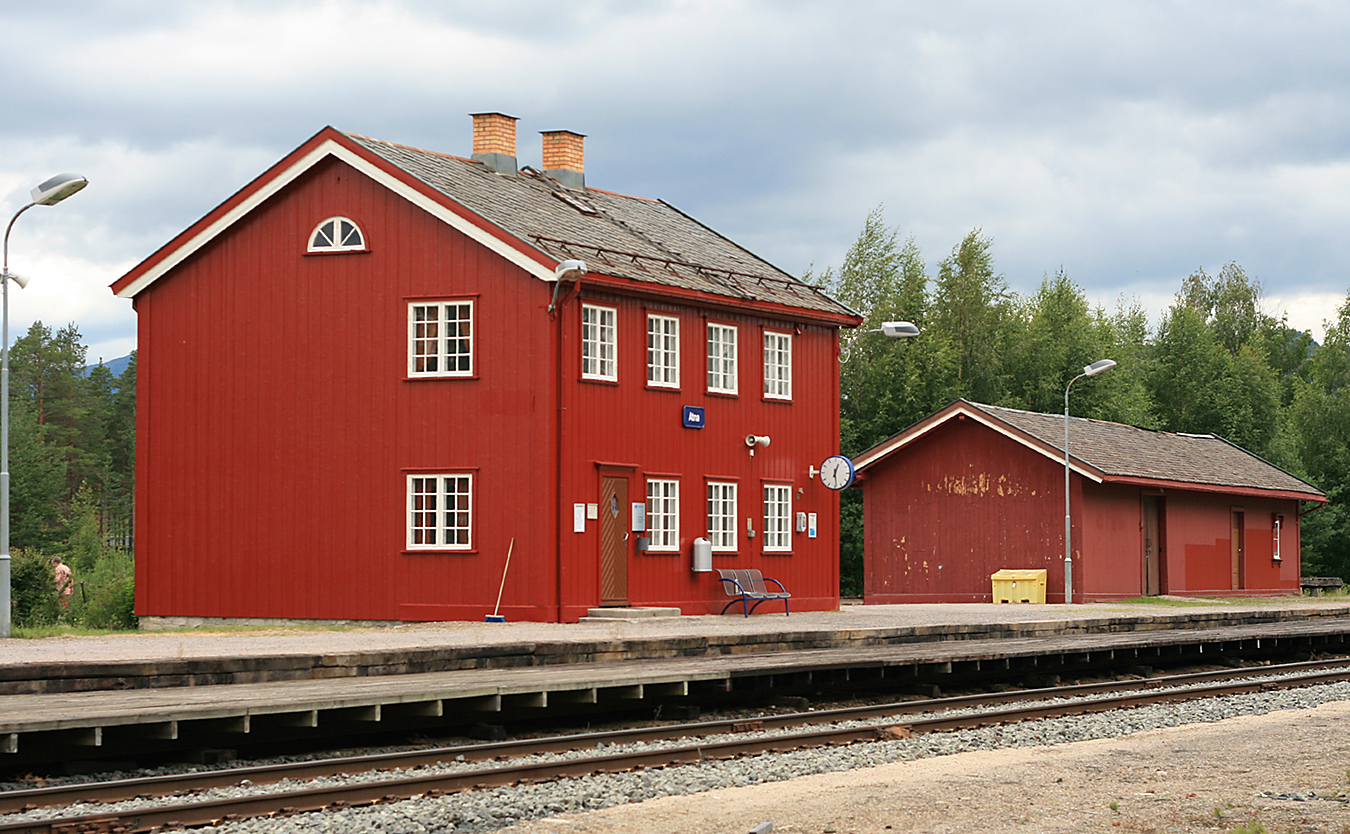
Station Atna

De gemeente wordt doorsneden door de spoorlijn van Hamar naar Trondheim via Røros. Aan de lijn zijn stations in Steinvik, Opphus, Evenstad, Stai, Koppang en Atna.
De spoorlijn loopt parallel aan de Glomma. Langs de rivier loopt tevens de belangrijkste wegverbinding, riksvei 3. In Koppang kruist de weg met fylkesvei 30 die een verbinding geeft met de E6 bij Støren.

## Plaatsen in de gemeente
De hoofdplaats Koppang is verreweg het grootste dorp in de gemeente. Bijna de helft van de inwoners woont in dat dorp. Iets ten zuiden van Koppang staat de hoofdkerk van de gemeente langs de Glomma. Atna is de tweede kern en heeft een verzorgende functie voor het noorden van de gemeente. Evenstad ligt in het zuiden. Nog verder naar het zuiden liggen Opphus, Strand en Steinvik. In het westen, langs fylkesvei 219 ligt Sollia dat het oudste kerkdorp in de gemeente is.

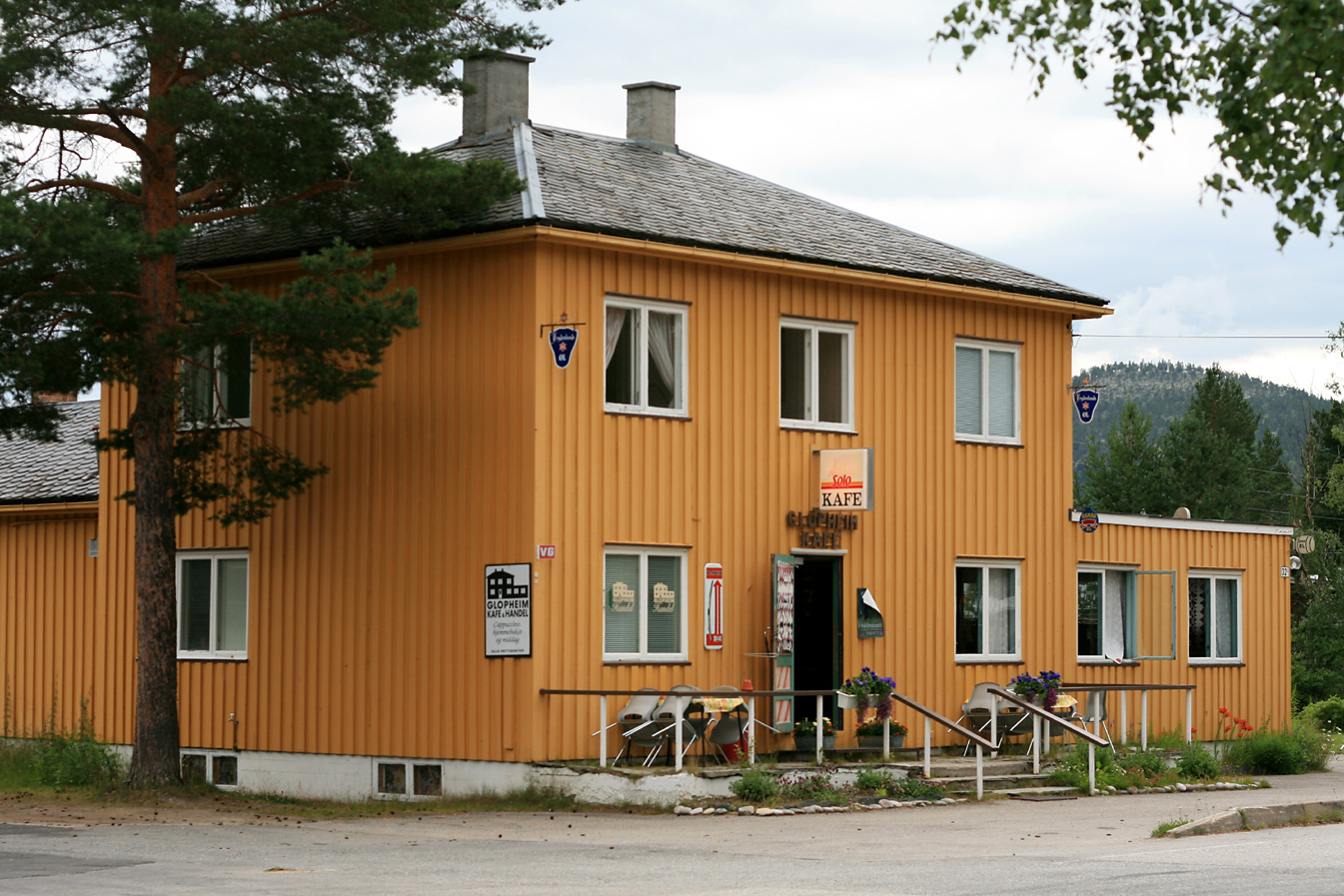
Glopheim kafe in Atna
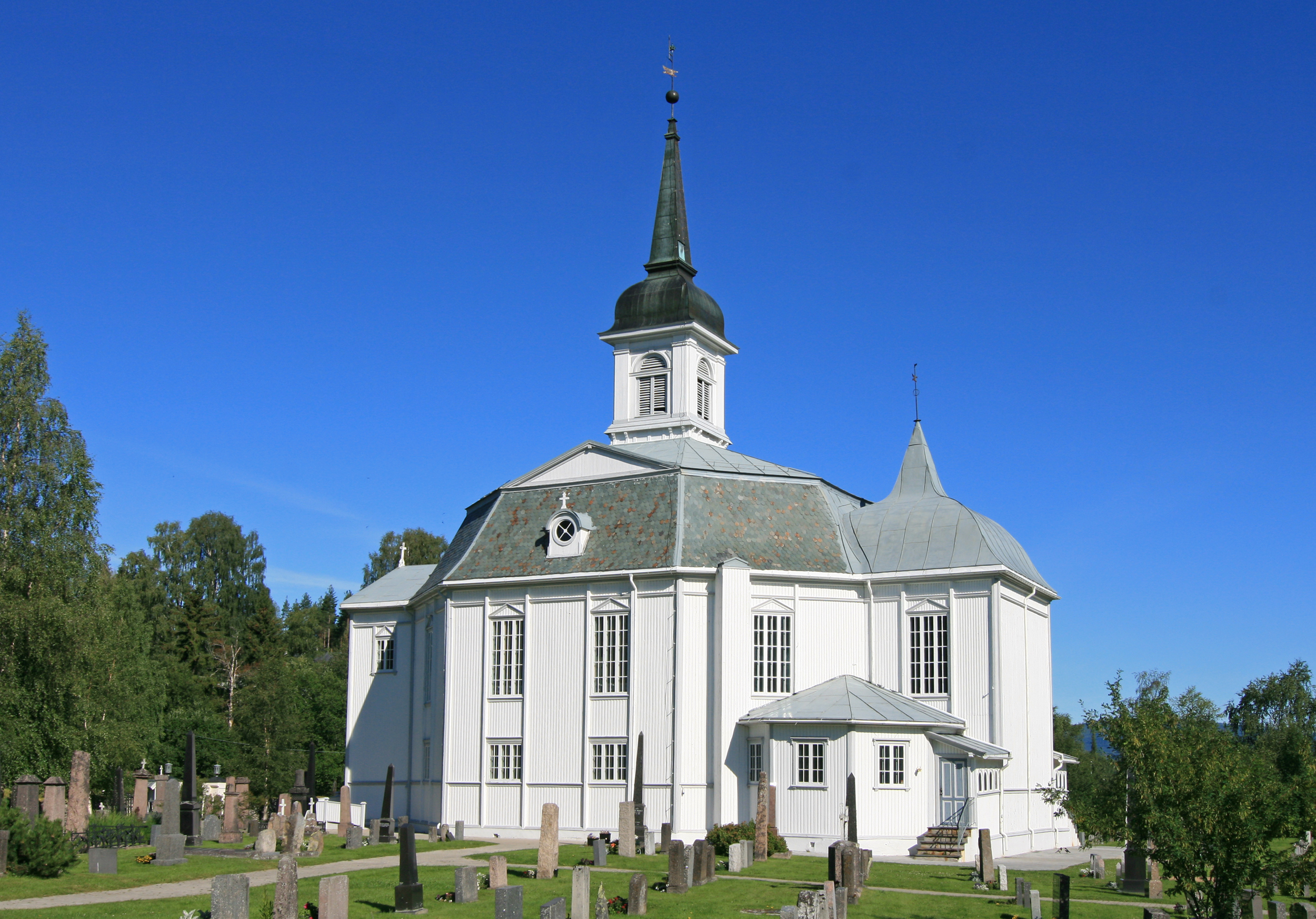
Kerk van Stor-Elvdal
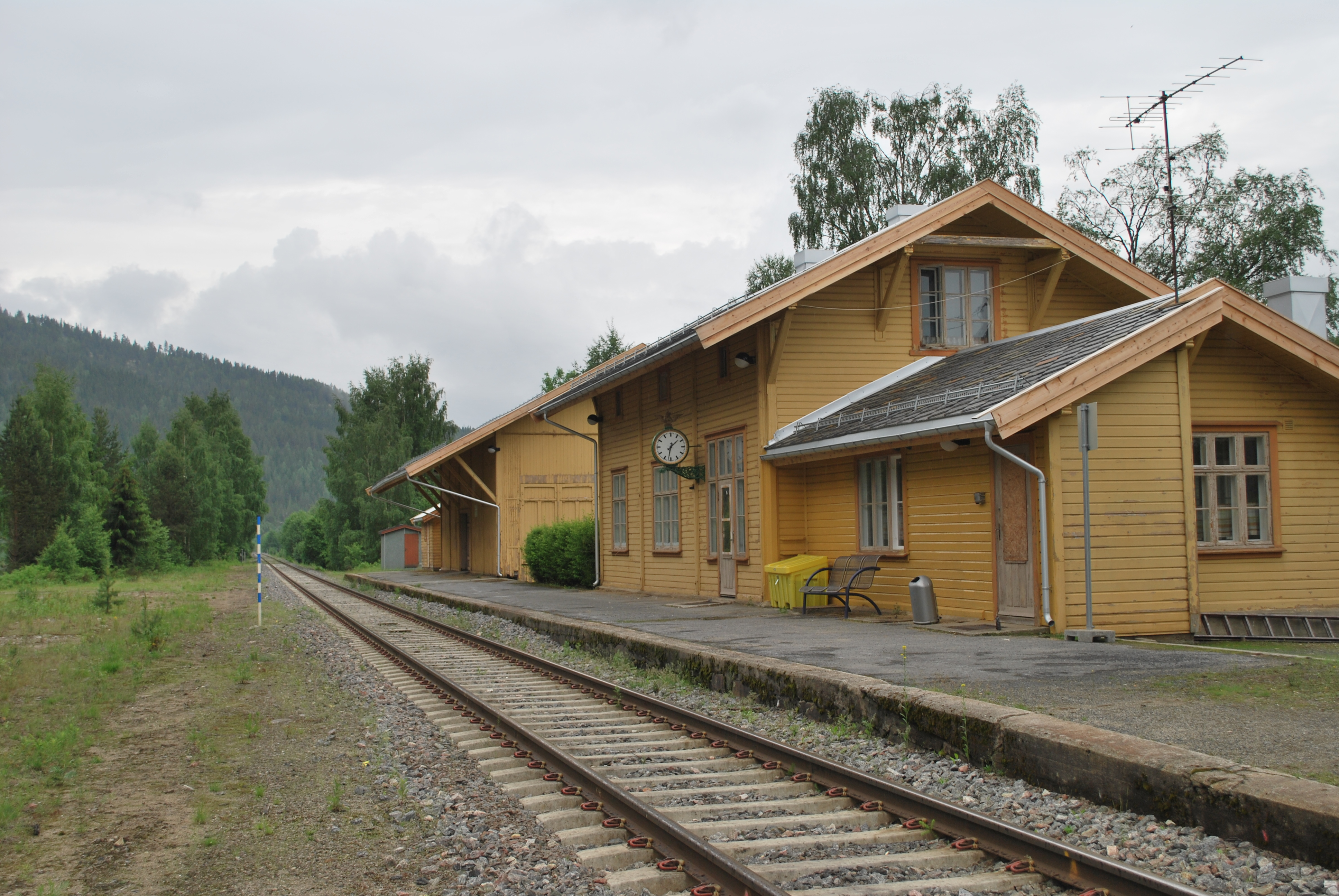
Station in Stai

Alvdal · Dovre · Eidskog · Elverum ·  Engerdal · Etnedal · Folldal · Gausdal · Gjøvik · Gran · Grue ·  Hamar · Kongsvinger · Lesja · Lillehammer · Lom ·  Løten · Nord-Aurdal · Nord-Fron · Nord-Odal · Nordre Land · Os · Østre Toten · Øyer · Øystre Slidre · Rendalen · Ringebu · Ringsaker · Sel · Skjåk · Stange · Stor-Elvdal · Søndre Land · Sør-Aurdal · Sør-Fron · Sør-Odal · Tolga · Trysil · Tynset · Vågå · Våler · Vang · Vestre Slidre · Vestre Toten · Åmot · Åsnes

Fylker van Noorwegen